# Militärflugplatz Furbara

i7
i11
i13
Der Militärflugplatz Furbara (ICAO-Code: LIAR) liegt in der mittelitalienischen Region Latium, rund 40 Kilometer nordwestlich von Rom und etwa acht Kilometer westlich von Cerveteri bei der Ortschaft Furbara. Er ist derzeit Standort des 17º Stormo Incursori, einer Spezialeinheit der italienischen Luftwaffe, sowie des Stabes der 1ª Brigata Aerea.

## Infrastruktur
Der kleine, unmittelbar an der Mittelmeerküste gelegene Flugplatz hat eine Graspiste und einen Hubschrauberlandeplatz. Unmittelbar westlich des Flugplatzes befindet sich ein Übungsgelände der Spezialeinheit. Zu der Anlage gehört auch ein kleiner Bootshafen.

## Geschichte
Der Flugplatz wurde im Jahr 1913 angelegt und diente zunächst dem Betrieb von Luftschiffen. Während des Ersten Weltkriegs wurde auf dem Flugplatz eine Jagdfliegerschule eingerichtet. Im Jahr 1920 entstand in Furbara eine Kunstflugstaffel, die von dem Hauptmann Mario Ugo Gordesco angeführt wurde; nach ihm ist der Flugplatz benannt. Im Oktober 1927 entstand die Jagdfliegerschule in Furbara wieder, sie verlegte dann aber bald nach Castiglione del Lago. In den folgenden Jahren diente Furbara vorwiegend als Erprobungsplatz. Im Zweiten Weltkrieg war er Standort einiger italienischer Jagdstaffeln. Im Oktober 1943 lagen hier, mit ihren Focke-Wulf Fw 190, Teile der II. und III. Gruppe des Schnellkampfgeschwaders 10. Im März und November 1943 und im Februar 1944 wurde er von alliierten Flugzeugen angegriffen und fast völlig zerstört. Aus der damaligen Zeit ist nur ein Turm am Flugplatzeingang bis heute erhalten.
Nach dem Krieg diente der Flugplatz wiederum Erprobungszwecken. Erprobt wurden dort unter anderem Raketen, auch in Zusammenarbeit mit dem Unternehmen BPD und einigen deutschen Wissenschaftlern, darunter Hermann Oberth. Nach der Eröffnung des Flughafens Rom-Fiumicino wurde der Flugplatz aus Flugsicherungsgründen zu einem nachrangigen Stützpunkt herabgestuft und die Erprobungsstelle nach Salto di Quirra auf Sardinien verlagert. Im Jahr 1978 entstand in Furbara ein Ausbildungszentrum, das die Überlebensausbildung von Piloten und anderem fliegenden Personal übernahm. In diesem Zentrum entwickelte die italienische Luftwaffe im Lauf der Zeit Fähigkeiten im Bereich des Combat Search and Rescue (CSAR). Am 1. März 2003 wurde in Furbara die Spezialeinheit Reparto Incursori Aeronautica Militare (RIAM) aufgestellt und am 2. April 2008 in 17º Stormo Incursori umbenannt.

## Sonstiges
Auf dem Gebiet der Gemeinde Cerveteri befand sich bis zum Zweiten Weltkrieg ein weiterer Flugplatz (⊙). Er war Standort einer Luftaufklärungsschule und, im Sommer 1943, mehrerer Jagdstaffeln. Heute ist dort eine Außenstelle des italienischen Auslandsnachrichtendienstes.